# بسمة وواتاي
بسمة وواتاي (من مواليد 27 أكتوبر 1999) هي لاعبة مغربية فردية تدرب في فرنسا. تمثل بلدها في المسابقات الدولية.
شاركت في بطولة العالم، بما في ذلك بطولة العالم للجمباز الإيقاعي لعام 2015.